# Çiçekdağı (stad)
Çiçekdağı is een plaats binnen de Turkse provincie Kırşehir en in het gelijknamige district Çiçekdağı. De plaats telt 6683 inwoners (2000).

## Geboren in
- Suat Yalaz (1932-2020), stripauteur
- Neşet Ertaş (1938-2012), volkszanger

Centrale districtsplaats (İlçe Merkezi): Çiçekdağı
Gemeenten (Beldeler): Boğazevci · Köseli
Dorpen (Köyler):
Acıköy · Akbıyıklı · Alahacılı · Alanköy · Alimpınar · Armutlu · Aşağıhacıahmetli · Bahçepınar · Baraklı · Beşikli · Bozlar · Büyükteflek · Çanakpınar · Çepni · Çiçekli · Çopraşık · Çubuktarla · Demirli · Doğankaş · Gölcük · Hacıduraklı · Hacıhasanlı · Hacıoğlu · Halaçlı · Harmanpınar · Haydarlı · İbikli · Kabaklı · Kaleevci · Kavaklıöz · Kırdök · Kızılcalı · Konurkale · Küçükteflek · Mahmutlu · Ortahacıahmetli · Pöhrenk · Safalı · Şahinoğlu · Tatbekirli · Tepecik · Topalali · Yalnızağaç · Yukarıhacıahmetli